# MSNBC
Az MSNBC amerikai hír- és politikai elemző televíziós csatorna, amelynek székhelye New York Cityben található. Az NBCUniversal – a Comcast leányvállalata – tulajdonában van, és híradásokat és politikai kommentárokat biztosít. A csatorna 1996. július 15-én indult el, Tom Rogers alapította. 
Az MSNBC hírműsoraira jellemző a liberális nézőpont, és gyakran kritikus a konzervatív politikával kapcsolatban. A csatorna számos műsora, például a Morning Joe, a Rachel Maddow Show és a The Last Word with Lawrence O'Donnell jelentős hatással volt a liberális közvéleményre az Egyesült Államokban.
Az MSNBC neve a "Microsoft" és az "NBC" szavak összevonásából ered. A csatorna eredetileg a Microsoft és az NBC közös vállalkozása volt, és a csatorna neve is ezt tükrözte. A Microsoft 2003-ban eladta a részesedését az NBCUniversalnak. A csatorna neve azonban változatlan maradt.

## Legnépszerűbb műsorai
- Morning Joe (reggeli hírműsor)
- Rachel Maddow Show (esti hírműsor)
- The Last Word with Lawrence O'Donnell (esti hírműsor)
- Deadline: White House (politikai elemző műsor)
- All In with Chris Hayes (politikai elemző műsor)

## Leghíresebb műsorvezetői
- Joe Scarborough
- Mika Brzezinski
- Rachel Maddow
- Lawrence O'Donnell
- Chris Hayes
- Andrea Mitchell